# هواپیمای تذرو
هواپیمای تذرو یک هواپیمای آموزشی است که در ایران طراحی و تولید شده و تاکنون دست کم ۴ نمونه از آن ساخته شده‌است.
تذرو ابتدا تحت پروژه «یا حسین» و با نام درنا و رعد شناخته می‌شد.

## تاریخچه
هواپیمای آموزشی رعد در دهه شصت نخستین پرواز خود را با موفقیت انجام داد اما به مرحله تولید انبوه نرسید. مهندسین ایرانی کار را بر روی نمونه کاملتری که بعدها درنا نامیده شد ادامه دادند. جت آموزشی درنا نخستین پرواز خود را در سال ۱۳۶۴ اولین انجام داد. در سال ۱۳۷۸ حبیب بقایی فرمانده وقت نیروی هوایی از تولید انبوه این هواپیما خبر داد و نمونه ارتقا یافته درنا، تذر نام گرفت. تذرو نخستین پرواز خود را در سال ۷۹ انجام داد و در سال ۸۱ با برگزاری نمایشگاه هوایی کیش رونمایی شد.

## ویژگی‌ها
تذرو از اسکلتی آلومینیومی با پوسته ایی از مواد مرکب ساخته شده‌است. تذرو دارای بدنه ایی دوکی شکل است و دارای بال مستقیم و سکان عمودی پسگراست. آسمانه (کاناپی) آن دید مناسبی به خلبان می‌دهد. همچنین تذرو مجهز به صندلیهای پرتاب شونده نیز می‌باشد.
با توجه اطلاعات به تیم‌های توسعه، دهنده تذرو نخستین هواپیمای جت ساخت ایران است که به‌طور کامل از مواد کامپوزیت به ویژه از الیاف شیشه‌ای و مواد پلاستیکی فیبر کربن تقویت شده ساخته شده‌است. سطوح بلبرینگ، بدنه و بخش دم از هم جدا شده و سپس با هم پیچ شده‌است. بال و واحد دم با مواد رزین مصنوعی به هم متصل شده‌اند.
پیشرانه این هواپیما یک موتور توربوجت تک محور از نوع J8 5-17 است؛ این موتور در ایران در سسنا T-37 نیز بکار رفته‌است. برنامه‌ای برای جایگزینی این موتور که دارای فناوری منسوخ شده‌است با موتور چینی TFE731 که در جت آموزشی چینی چینی K-8نیز بکار رفته‌است پیش‌بینی شده‌است.

## پی‌نوشت‌ها
1. 1 2  «تذرو، نخستین هواپیمای جت آموزشی ساخت ایران». تبیان. ۲۳ مهر ۱۳۸۶.
2. ↑  "Ya Hossein Tazarve". International Air Power Review (به انگلیسی). 2003.